# Colombiaans voetbalelftal in 2003
Het Colombiaans voetbalelftal speelde in totaal zeventien officiële interlands in het jaar 2003, waaronder vijf duels bij de FIFA Confederations Cup en drie bij de strijd om de CONCACAF Gold Cup. De ploeg stond onder leiding van Francisco Maturana, die Colombia in 2001 naar de eindzege had geleid in het toernooi om de Copa América in eigen land. De ploeg begon het jaar met vier doelpuntloze gelijke spelen op rij. Op de in 1993 geïntroduceerde FIFA-wereldranglijst zakte Colombia in 2003 van de 37ste (januari 2003) naar de 39ste plaats (december 2003).

## Balans
| Wedstrijden | Wedstrijden | Wedstrijden | Wedstrijden | Doelpunten | Doelpunten | Doelpunten | Punten |
| Gespeeld    | Winst       | Gelijk      | Verlies     | Voor       | Tegen      | Saldo      | Punten |
| ----------- | ----------- | ----------- | ----------- | ---------- | ---------- | ---------- | ------ |
| 17          | 3           | 7           | 7           | 9          | 16         | –7         | 0.764  |

## Interlands
|                                                        |        |       |          |                                                                                           |
| 12 februari Vriendschappelijk № 364 «onderlinge duels» | Mexico | 0 – 0 | Colombia | Bank One Ball Park, Phoenix Toeschouwers: 28.764 Scheidsrechter: Ricardo Valenzuela (USA) |
| 12 februari Vriendschappelijk № 364 «onderlinge duels» |        |       |          | Bank One Ball Park, Phoenix Toeschouwers: 28.764 Scheidsrechter: Ricardo Valenzuela (USA) |

|                                                     |            |       |          |                                                                                                |
| 29 maart Vriendschappelijk № 365 «onderlinge duels» | Zuid-Korea | 0 – 0 | Colombia | Busan Asiad Main Stadion, Busan Toeschouwers: 60.000 Scheidsrechter: Yoshitsugu Katayami (JPN) |
| 29 maart Vriendschappelijk № 365 «onderlinge duels» |            |       |          | Busan Asiad Main Stadion, Busan Toeschouwers: 60.000 Scheidsrechter: Yoshitsugu Katayami (JPN) |

|                                                     |          |       |          |                                                                               |
| 30 april Vriendschappelijk № 366 «onderlinge duels» | Colombia | 0 – 0 | Honduras | Orange Bowl, Miami Toeschouwers: 10.441 Scheidsrechter: Michael Kennedy (USA) |
| 30 april Vriendschappelijk № 366 «onderlinge duels» |          |       |          | Orange Bowl, Miami Toeschouwers: 10.441 Scheidsrechter: Michael Kennedy (USA) |

|                                                   |          |       |         |                                                                                            |
| 8 juni Vriendschappelijk № 367 «onderlinge duels» | Colombia | 0 – 0 | Ecuador | Estadio Vicente Calderón, Madrid Toeschouwers: 6.000 Scheidsrechter: Antonio Rubinos (ESP) |
| 8 juni Vriendschappelijk № 367 «onderlinge duels» |          |       |         | Estadio Vicente Calderón, Madrid Toeschouwers: 6.000 Scheidsrechter: Antonio Rubinos (ESP) |

| Confederations Cup |
| ------------------ |

|                                                                       |                          |       |          |                                                                                   |
| 18 juni Confederations Cup Groep A № 368 «onderlinge duels» 21:00 uur | Frankrijk                | 1 – 0 | Colombia | Stade de Gerland, Lyon Toeschouwers: 38.541 Scheidsrechter: Lucílio Batista (POR) |
| 18 juni Confederations Cup Groep A № 368 «onderlinge duels» 21:00 uur | Thierry Henry 39' (pen.) |       |          | Stade de Gerland, Lyon Toeschouwers: 38.541 Scheidsrechter: Lucílio Batista (POR) |

|                                                                       |                                                                  |       |                     |                                                                                 |
| 20 juni Confederations Cup Groep A № 369 «onderlinge duels» 19:00 uur | Colombia                                                         | 3 – 1 | Nieuw-Zeeland       | Stade de Gerland, Lyon Toeschouwers: 22.811 Scheidsrechter: Carlos Batres (GUA) |
| 20 juni Confederations Cup Groep A № 369 «onderlinge duels» 19:00 uur | Jorge López Caballero 58' Mario Yepes 75' Giovanni Hernández 85' |       | 27' Raf de Gregorio | Stade de Gerland, Lyon Toeschouwers: 22.811 Scheidsrechter: Carlos Batres (GUA) |

|                                                                       |       |                        |          |                                                                                                   |
| 22 juni Confederations Cup Groep A № 370 «onderlinge duels» 21:00 uur | Japan | 0 – 1                  | Colombia | Stade Geoffroy-Guichard, Saint-Étienne Toeschouwers: 24.541 Scheidsrechter: Jorge Larrionda (URU) |
| 22 juni Confederations Cup Groep A № 370 «onderlinge duels» 21:00 uur |       | 68' Giovanni Hernández |          | Stade Geoffroy-Guichard, Saint-Étienne Toeschouwers: 24.541 Scheidsrechter: Jorge Larrionda (URU) |

|                                                                            |                |       |          |                                                                               |
| 26 juni Confederations Cup Halve finale № 371 «onderlinge duels» 18:00 uur | Kameroen       | 1 – 0 | Colombia | Stade de Gerland, Lyon Toeschouwers: 12.352 Scheidsrechter: Markus Merk (GER) |
| 26 juni Confederations Cup Halve finale № 371 «onderlinge duels» 18:00 uur | Pius Ndiefi 9' |       |          | Stade de Gerland, Lyon Toeschouwers: 12.352 Scheidsrechter: Markus Merk (GER) |

|                                                                            |                        |       |                                 |                                                                                               |
| 28 juni Confederations Cup Troostfinale № 372 «onderlinge duels» 18:00 uur | Colombia               | 1 – 2 | Turkije                         | Stade Geoffroy-Guichard, Saint-Etienne Toeschouwers: 18.237 Scheidsrechter: Mark Shield (AUS) |
| 28 juni Confederations Cup Troostfinale № 372 «onderlinge duels» 18:00 uur | Giovanni Hernández 63' |       | 2' Tuncay Şanlı 86' Okan Yilmaz | Stade Geoffroy-Guichard, Saint-Etienne Toeschouwers: 18.237 Scheidsrechter: Mark Shield (AUS) |

| CONCACAF Gold Cup |
| ----------------- |

|                                                   |                  |       |         |                                                                           |
| 13 juli Gold Cup Groep B № 373 «onderlinge duels» | Colombia         | 1 – 0 | Jamaica | Orange Bowl, Miami Toeschouwers: 15.423 Scheidsrechter: Kevin Stott (USA) |
| 13 juli Gold Cup Groep B № 373 «onderlinge duels» | Jairo Patiño 43' |       |         | Orange Bowl, Miami Toeschouwers: 15.423 Scheidsrechter: Kevin Stott (USA) |

|                                                   |                     |       |                 |                                                                             |
| 17 juli Gold Cup Groep B № 374 «onderlinge duels» | Colombia            | 1 – 1 | Guatemala       | Orange Bowl, Miami Toeschouwers: 11.233 Scheidsrechter: Grevin Porras (CRC) |
| 17 juli Gold Cup Groep B № 374 «onderlinge duels» | Mauricio Molina 79' |       | 21' Carlos Ruiz | Orange Bowl, Miami Toeschouwers: 11.233 Scheidsrechter: Grevin Porras (CRC) |

|                                                       |          |                   |          |                                                                           |
| 19 juli Gold Cup Kwartfinale № 375 «onderlinge duels» | Colombia | 0 – 2             | Brazilië | Orange Bowl, Miami Toeschouwers: 23.425 Scheidsrechter: Kevin Stott (USA) |
| 19 juli Gold Cup Kwartfinale № 375 «onderlinge duels» |          | 42' Kaká 66' Kaká |          | Orange Bowl, Miami Toeschouwers: 23.425 Scheidsrechter: Kevin Stott (USA) |

|  |  |  |  |  |  |  |  |  |

|                                                        |          |       |           |                                                                               |
| 20 augustus Vriendschappelijk № 376 «onderlinge duels» | Colombia | 0 – 0 | Slowakije | Shea Stadium, New York Toeschouwers: 16.000 Scheidsrechter: Kevin Stott (USA) |
| 20 augustus Vriendschappelijk № 376 «onderlinge duels» |          |       |           | Shea Stadium, New York Toeschouwers: 16.000 Scheidsrechter: Kevin Stott (USA) |

|                                                                |                      |       |                      |                                                                                                 |
| 7 september WK-kwalificatie № 377 «onderlinge duels» 16:15 uur | Colombia             | 1 – 2 | Brazilië             | Estadio Metropolitano, Barranquilla Toeschouwers: 47.600 Scheidsrechter: Horacio Elizondo (ARG) |
| 7 september WK-kwalificatie № 377 «onderlinge duels» 16:15 uur | Juan Pablo Ángel 39' |       | 23' Ronaldo 62' Kaká | Estadio Metropolitano, Barranquilla Toeschouwers: 47.600 Scheidsrechter: Horacio Elizondo (ARG) |

|                                                                 |                                                                                            |       |          |                                                                                                   |
| 10 september WK-kwalificatie № 378 «onderlinge duels» 16:00 uur | Bolivia                                                                                    | 4 – 0 | Colombia | Estadio Hernando Siles, La Paz Toeschouwers: 23.200 Scheidsrechter: Paulo César de Oliveira (BRA) |
| 10 september WK-kwalificatie № 378 «onderlinge duels» 16:00 uur | Julio César Baldivieso 11' (pen.) Joaquín Botero 27' Joaquín Botero 49' Joaquín Botero 59' |       |          | Estadio Hernando Siles, La Paz Toeschouwers: 23.200 Scheidsrechter: Paulo César de Oliveira (BRA) |

|                                                                |          |                |           |                                                                                               |
| 15 november WK-kwalificatie № 379 «onderlinge duels» 16:00 uur | Colombia | 0 – 1          | Venezuela | Estadio Metropolitano, Barranquilla Toeschouwers: 20.000 Scheidsrechter: Carlos Chandía (CHI) |
| 15 november WK-kwalificatie № 379 «onderlinge duels» 16:00 uur |          | 9' Juan Arango |           | Estadio Metropolitano, Barranquilla Toeschouwers: 20.000 Scheidsrechter: Carlos Chandía (CHI) |

|                                                                |                      |       |                   |                                                                                             |
| 19 november WK-kwalificatie № 380 «onderlinge duels» 21:00 uur | Colombia             | 1 – 1 | Argentinië        | Estadio Metropolitano, Barranquilla Toeschouwers: 35.034 Scheidsrechter: Carlos Simon (BRA) |
| 19 november WK-kwalificatie № 380 «onderlinge duels» 21:00 uur | Juan Pablo Ángel 47' |       | 27' Hernán Crespo | Estadio Metropolitano, Barranquilla Toeschouwers: 35.034 Scheidsrechter: Carlos Simon (BRA) |

## FIFA-wereldranglijst
| JAN | FEB | MAR | APR | MEI | JUN | JUL | AUG | SEP | OKT | NOV | DEC |
| --- | --- | --- | --- | --- | --- | --- | --- | --- | --- | --- | --- |
| 37  | 37  | 37  | 35  | 39  | 22  | 22  | 24  | 28  | 36  | 41  | 39  |

## Statistieken
| Óscar Córdoba         | 1970-02-03 | Beşiktaş                | 9  | 0 | 0 | 70 | 0 |
| Faryd Mondragón       | 1971-06-21 | Galatasaray             | 7  | 0 | 0 | 36 | 0 |
| Neco Martínez         | 1982-07-11 | Envigado                | 1  | 0 | 0 | 1  | 0 |
| Juan Carlos Henao     | 1971-12-30 | Once Caldas             | 0  | 1 | 0 | 4  | 0 |
| Verdediging           |            |                         |    |   |   |    |   |
| Mario Yepes           | 1976-01-13 | FC Nantes               | 12 | 0 | 1 | 37 | 1 |
| Gonzalo Martínez      | 1975-11-30 | SSC Napoli              | 11 | 0 | 0 | 29 | 1 |
| Iván Córdoba          | 1976-08-11 | Inter Milaan            | 10 | 0 | 0 | 50 | 5 |
| Gerardo Bedoya        | 1975-11-26 | CA Colón                | 8  | 0 | 0 | 31 | 4 |
| Luis Amaranto Perea   | 1979-01-30 | Boca Juniors            | 6  | 1 | 0 | 8  | 0 |
| José Mera             | 1979-03-11 | Deportivo Cali          | 6  | 0 | 0 | 8  | 0 |
| Gerardo Vallejo       | 1976-12-03 | Deportivo Cali          | 4  | 2 | 0 | 9  | 0 |
| Rubén Darío Bustos    | 1981-08-28 | América de Cali         | 3  | 0 | 0 | 3  | 0 |
| Jesús Sinisterra      | 1975-12-09 | Arminia Bielefeld       | 2  | 0 | 0 | 3  | 0 |
| Roberto Carlos Cortés | 1977-07-20 | Cañeros Zacatepec       | 1  | 2 | 0 | 26 | 0 |
| Javier Arizala        | 1983-04-21 | Atlético Nacional       | 1  | 0 | 0 | 1  | 0 |
| Iván López            | 1978-05-13 | Boca Juniors            | 3  | 0 | 0 | 12 | 0 |
| Edgar Ramos           | 1979-09-27 | Independiente Santa Fe  | 0  | 2 | 0 | 2  | 0 |
| Javier Martínez       | 1973-08-21 | Centauros Villavicencio | 0  | 1 | 0 | 1  | 0 |
| Middenveld            |            |                         |    |   |   |    |   |
| Giovanni Hernández    | 1976-06-16 | CA Colón                | 14 | 0 | 3 | 25 | 4 |
| Jairo Patiño          | 1978-04-05 | Newell's Old Boys       | 11 | 3 | 1 | 14 | 1 |
| Jorge López           | 1981-08-15 | Millonarios             | 8  | 0 | 1 | 8  | 1 |
| Rubén Velázquez       | 1975-12-18 | Once Caldas             | 7  | 3 | 0 | 12 | 0 |
| John Javier Restrepo  | 1977-08-22 | Cruz Azul               | 6  | 1 | 0 | 18 | 0 |
| Harold Lozano         | 1972-03-30 | CF Pachuca              | 5  | 0 | 0 | 48 | 3 |
| Freddy Grisales       | 1975-09-22 | Atlético Nacional       | 4  | 0 | 0 | 32 | 4 |
| Mauricio Molina       | 1980-04-30 | Monarcas Morelia        | 3  | 2 | 1 | 12 | 1 |
| Jhon Viáfara          | 1978-10-27 | Once Caldas             | 3  | 0 | 0 | 3  | 0 |
| Alexander Viveros     | 1977-10-08 | Boavista                | 3  | 0 | 0 | 28 | 2 |
| David Montoya         | 1978-02-14 | Cañeros Zacatepec       | 2  | 2 | 0 | 4  | 0 |
| Óscar Díaz            | 1972-06-06 | Deportivo Cali          | 2  | 0 | 0 | 4  | 1 |
| David Ferreira        | 1979-08-09 | América de Cali         | 2  | 0 | 0 | 10 | 0 |
| Arnulfo Valentierra   | 1974-08-16 | Al-Hilal                | 1  | 3 | 0 | 9  | 1 |
| Killian Virviescas    | 1980-08-02 | River Plate             | 1  | 2 | 0 | 3  | 0 |
| Aldo Ramírez          | 1981-04-18 | Independiente Santa Fe  | 1  | 1 | 0 | 3  | 0 |
| Jorge Bolaño          | 1977-04-28 | US Lecce                | 1  | 1 | 0 | 36 | 2 |
| Fabián Vargas         | 1980-04-17 | Boca Juniors            | 1  | 0 | 0 | 1  | 0 |
| Máyer Candelo         | 1977-02-20 | Deportivo Cali          | 1  | 0 | 0 | 11 | 0 |
| Johnnier Montaño      | 1983-01-14 | AC Parma                | 1  | 0 | 0 | 6  | 1 |
| Franky Oviedo         | 1973-09-21 | Club América            | 1  | 0 | 0 | 14 | 1 |
| Hernán Sarmiento      | 1977-07-26 | CA Bucaramanga          | 1  | 0 | 0 | 1  | 0 |
| Avimelet Rivas        | 1984-10-17 | Polideportivo Ejido     | 0  | 2 | 0 | 2  | 0 |
| Johnny Acosta         | 1983-03-31 | Deportivo Pereira       | 0  | 1 | 0 | 1  | 0 |
| Álvaro Domínguez      | 1981-06-10 | Deportivo Cali          | 0  | 1 | 0 | 1  | 0 |
| Carlos Ortíz          | 1974-10-29 | Independiente Santa Fe  | 0  | 1 | 0 | 2  | 0 |
| Andrés Pérez          | 1980-09-05 | Millonarios             | 0  | 1 | 0 | 1  | 0 |
| Aanval                |            |                         |    |   |   |    |   |
| Victor Aristizábal    | 1971-12-09 | Cruzeiro                | 6  | 0 | 0 | 66 | 6 |
| Elson Becerra         | 1978-04-26 | Al-Jazira Club          | 5  | 4 | 0 | 15 | 1 |
| Juan Pablo Ángel      | 1975-10-24 | Aston Villa             | 5  | 0 | 2 | 23 | 7 |
| Jairo Castillo        | 1977-11-17 | CA Independiente        | 3  | 1 | 0 | 12 | 0 |
| Elkin Murillo         | 1977-09-20 | Deportivo Cali          | 3  | 1 | 0 | 13 | 0 |
| Eudalio Arriaga       | 1975-09-19 | Puebla FC               | 1  | 5 | 0 | 12 | 1 |
| Léider Preciado       | 1977-02-26 | Deportivo Cali          | 1  | 1 | 0 | 8  | 3 |
| Luis Gabriel Rey      | 1980-02-20 | CF Atlante              | 1  | 0 | 0 | 1  | 0 |
| Martín Arzuaga        | 1981-07-23 | Atlético Junior         | 1  | 0 | 0 | 1  | 0 |
| Rafael Castillo       | 1980-06-06 | CA Bucaramanga          | 0  | 3 | 0 | 7  | 2 |
| Julián Vásquez        | 1972-09-05 | América de Cali         | 0  | 2 | 0 | 6  | 1 |
| Herly Alcázar         | 1976-10-30 | Centauros Villavicencio | 0  | 1 | 0 | 1  | 0 |
| Wilson Carpintero     | 1977-09-15 | CA Bucaramanga          | 0  | 1 | 0 | 1  | 0 |
| Jaime Ruíz            | 1984-01-03 | Deportivo Cortuluá      | 0  | 1 | 0 | 1  | 0 |

Colfútbol · A-internationals · Selecties · Statistieken · Bondscoaches · Colombiaans vrouwenelftal · Olympisch elftal · Colombia U20 · Colombia U17
1938 – 1949 ·
1950 – 1959 ·
1960 – 1969 ·
1970 – 1979 ·
1980 – 1989 ·
1990 – 1999 ·
2000 – 2009 ·
2010 – 2019 ·
2020 – 2029
WK 1962 · 
WK 1990 · 
WK 1994 · 
WK 1998 · 
WK 2014 · 
WK 2018
OS 1968 · 
OS 1972 · 
OS 1980 · 
OS 1992 · 
OS 2016
1938 · 
1939 · 1940 · 1941 · 1942 · 1943 · 1944 · 
1946 · 
1947 · 
1948 · 
1949 · 
1950 · 1951 · 1952 · 1953 · 1954 · 1955 · 1956 · 
1957 · 
1958 · 1959 · 1960 · 
1961 · 
1962 · 
1963 · 
1964 · 
1965 · 
1966 · 
1967 · 
1968 · 
1969 · 
1970 · 
1971 · 
1972 · 
1973 · 
1974 · 
1975 · 
1976 · 
1977 · 
1978 · 
1979 · 
1980 · 
1981 · 
1982 · 
1983 · 
1984 · 
1985 · 
1986 · 
1987 · 
1988 · 
1989 · 
1990 ·
1991 · 
1992 · 
1993 · 
1994 · 
1995 · 
1996 · 
1997 · 
1998 · 
1999 · 
2000 · 
2001 · 
2002 · 
2003 · 
2004 · 
2005 · 
2006 · 
2007 · 
2008 · 
2009 · 
2010 · 
2011 · 
2012 · 
2013 · 
2014 · 
2015 · 
2016 · 
2017 ·
2018 ·
2019 ·
2020 ·
2021
Algerije ·
Argentinië ·
Australië ·
Bahrein ·
België ·
Bolivia · 
Brazilië ·
Canada ·
Chili ·
China · 
Costa Rica ·
Cuba ·
DDR ·
Duitsland ·
Ecuador ·
Egypte ·
El Salvador ·
Engeland ·
Finland ·
Frankrijk ·
Griekenland ·
Guatemala · 
Haïti ·
Honduras ·
Hongarije ·
Hongkong ·
Ierland ·
Irak ·
Israël ·
Ivoorkust ·
Jamaica ·
Japan ·
Joegoslavië ·
Jordanië ·
Kameroen ·
Koeweit · 
Liberia · 
Marokko ·
Mexico ·
Montenegro ·
Nederland ·
Nederlandse Antillen ·
Nicaragua ·
Nieuw-Zeeland · 
Nigeria ·
Noord-Ierland ·
Noorwegen ·
Panama ·
Paraguay ·
Peru ·
Polen ·
Puerto Rico ·
Qatar ·
Roemenië ·
Saoedi-Arabië ·
Schotland ·
Senegal ·
Servië ·
Slovenië ·
Slowakije ·
Sovjet-Unie ·
Spanje ·
Trinidad en Tobago ·
Tsjecho-Slowakije ·
Tunesië · 
Turkije · 
Uruguay ·
Venezuela ·
Verenigde Arabische Emiraten · 
Verenigde Staten ·
Zuid-Afrika ·
Zuid-Korea ·
Zweden ·
Zwitserland
Brazilië (2014) ·
Engeland (2018) ·
Griekenland (2014) ·
Ivoorkust (2014) ·
Japan (2014) ·
Japan (2018) ·
Polen (2018) ·
Senegal (2018) ·
Uruguay (2014)